# Collège de Dainville
Le collège de Dainville (nom latin : [collegium] Damivillaeum) est un collège de l'ancienne université de Paris.

## Histoire
Il fut fondé en 1380 par Michel de Dainville, archidiacre d'Ostavan dans l'église d'Arras, chapelain et conseiller du roi, tant en son nom que comme exécuteur testamentaire de ses frères Gérard de Dainville et Jean de Dainville, le premier étant évêque d'Arras, puis de Thérouanne et de Cambrai, et le second maître-d'hôtel des rois Jean le Bon et Charles V, et avec l'évêque de Paris Aymeric de Magnac pour recevoir douze étudiants des diocèses de Noyon et d'Arras. La fondation fut de 318 livres 16 sols et 10 deniers tournois de rente sur les halles et moulins de la ville de Rouen. Michel de Dainville donna en plus sa maison pour servir de demeure aux 12 boursiers ou écoliers en faveur desquels il fit cette fondation.
Le collège fut construit entre la rue des Cordeliers et la rue Pierre-Sarrazin. De ces boursiers, 6 élèves devaient être du diocèse d'Arras et six du diocèse de Noyon, au choix et à la nomination du doyen du Chapitre de chacune de ces deux églises.
En 1722, le futur abbé de Targny y fonda deux nouvelles bourses. Martin Grandin en fut le principal au XVIIe siècle. Il accueillit les premiers cours du collège de chirurgie aux environs de 1610, avant la construction de l'amphithéâtre Saint-Côme sur le trottoir d'en face de la rue des Cordeliers (actuelle rue de l'école de médecine).
Auprès de la porte de ce collège, dans la rue des Cordeliers, au coin de la rue de la Harpe, on voyait en 1779 un bas-relief où les rois Jean et Charles V, et les fondateurs, présentaient le principal et les boursiers de ce collège à la Sainte Vierge.
Les caves possèdent des alvéoles afin de placer les tonneaux.